# Корнеевка (Смоленская область)
Корнеевка — деревня в Рославльском районе Смоленской области России. Входит в состав Костырёвского сельского поселения. Население — 10 жителей (2007 год). 
Расположена в южной части области в 22 км к северо-востоку от Рославля, в 2 км севернее автодороги А101 Москва — Варшава («Старая Польская» или «Варшавка»). В 22 км юго-западнее деревни расположена железнодорожная станция Козловка на линии Смоленск — Рославль. 

## История
В годы Великой Отечественной войны деревня была оккупирована гитлеровскими войсками в августе 1941 года, освобождена в сентябре 1943 года.